# Pedro Duque Cornejo
Pedro Duque Cornejo (Sevilla, 1677 - Còrdova, 1757). Escultor, i pintor barroc de l'escola sevillana, deixeble de Pedro Roldán. Utilitza les tècniques tradicionals de l'escola sevillana, amb la seva essència expressiva, al costat d'un mogut i efectista influix de l'art del Bernini.

## Biografia
Nascut a Sevilla el 1677. És batejat el 15 d'agost de 1678. Net de Pedro Roldán i nebot de Luisa Roldán. Treballa a Sevilla, Granada i Madrid. És nomenat «Estatuari de Cambra», però no aconsegueix el càrrec d'Escultor de Cambra del rei. El seu art, partint de la tradició dels grans mestres, es desenvolupa en ambicions d'un barroquisme desbordant, on tant els contorns, com els seus moviments violents s'expressen amb una tècnica profundament influenciada per Bernini. El seu modelat és sinuós i entretallat. Les seves figures entren més en l'espai il·lusori del pictòric, que a la serenitat vertical de l'escultòric. Les seves escultures s'ambienten als marcs il·lusoris dels seus retaules, on els fons de perspectiva, el joc de plànols i espais, harmonitzen fidelment amb la seva plàstica en moviment. A la seva visió escultòrica s'uneix una rica i brillant policromia, en la majoria dels casos d'abundància d'ors i brillantors.
A Sevilla, ja el 1706 se li encarreguen les estàtues, angelots i medallons de marbre del desaparegut retaule del creuer de l'Església del Sagrari. A la catedral de Sevilla va fer les escultures del retaule de la Verge de l'Antiga, i el 1711 fa el retaule de l'església de Sant Llorenç.